# Acontia mionides
Acontia mionides is een vlinder van de familie van de uilen (Noctuidae). De wetenschappelijke naam van deze soort is voor het eerst voorgesteld als Tarache mionides door George Francis Hampson in een publicatie uit 1905.
De soort komt voor in Namibië en Zuid-Afrika.